# Asclettin II d'Acerenza
Pour les articles homonymes, voir Asclettin.
Asclettin, comte d'Aversa, est un noble normand d'Italie du Sud, fils d'Asclettin, 1er comte d'Acerenza, et neveu de Rainulf Drengot, 1er comte d'Aversa.
À la mort de Rainulf, en juin 1045, la noblesse normande d'Aversa le nomme comme successeur, avec l'accord du prince Guaimar IV de Salerne qui donna au jeune comte un gonfanon d'or.
Le moine Aimé du Mont-Cassin ne parle qu'avec attendrissement d'Asclettin qui ne parut que bien peu de temps sur le trône comtal d'Aversa ; il était, dit-il, biauz, fors et cortoiz, et sage et plein de toutes bontés que jovène doit avoir en sa personne.
Asclettin meurt prématurément la même année de causes inconnues, et son cousin Rainulf Trinquenuit lui succède à la tête du comté d'Aversa.
Il est le frère aîné de Richard qui deviendra comte d'Aversa quelques années plus tard.

## Sources primaires
- Aimé du Mont-Cassin, Histoire des Normands.